# بخش جنگل
بخش جنگل یکی از بخش‌های شهرستان رشتخوار در استان خراسان رضوی ایران است.

## تقسیمات کشوری
- بخش جنگل
  - دهستان جنگل
  - دهستان شعبه

شهرها: جنگل

## جمعیت
بنابر سرشماری مرکز آمار ایران، جمعیت بخش جنگل شهرستان رشتخوار در سال ۱۳۸۵ برابر با ۱۴۶۷۶ نفر بوده است.